# Unicodeblock Gotisch
Der Unicodeblock Gotisch (Gothic, 10330 bis 1034F) enthält die Buchstaben der im vierten Jahrhundert von Wulfila für die gotische Übersetzung des Neuen Testaments entwickelten gotischen Schrift, die auf dem griechischen Alphabet beruht, aber auch Anleihen bei den germanischen Runen macht.
Diese Schrift sollte nicht mit der bisweilen ebenfalls als „gotisch“ (und vor allem im Englischen mit „Gothic“) bezeichneten Fraktur verwechselt werden, die lediglich eine besondere Art des lateinischen Alphabets darstellt. Zwar enthält Unicode einige Fraktur-Buchstaben im Block Buchstabenähnliche Symbole (U+212D, U+210C, U+2111, U+211C und U+2128) sowie etliche weitere im Block Mathematische alphanumerische Symbole (von U+1D504 bis U+1D537), allerdings sind diese ausschließlich für den mathematischen Gebrauch vorgesehen und sollten keinesfalls anderweitig eingesetzt werden. 
Ist hingegen in ostasiatischer Literatur zur Typografie von „gotisch“ oder “Gothic” die Rede, so ist damit ebenfalls nicht diese Schrift gemeint, sondern der serifenlose Satz des lateinischen Alphabets.

## Liste
Alle Zeichen haben die bidirektionale Klasse „links nach rechts“.
| Unicodenummer   | Zeichen (400 %) | Kategorie                               | Offizielle Bezeichnung     | Beschreibung                    |
| --------------- | --------------- | --------------------------------------- | -------------------------- | ------------------------------- |
| U+10330 (66352) | 𐌰               | anderer Buchstabe, Silbe oder Ideogramm | GOTHIC LETTER AHSA         | Gotischer Buchstabe Ahsa        |
| U+10331 (66353) | 𐌱               | anderer Buchstabe, Silbe oder Ideogramm | GOTHIC LETTER BAIRKAN      | Gotischer Buchstabe Bairkan     |
| U+10332 (66354) | 𐌲               | anderer Buchstabe, Silbe oder Ideogramm | GOTHIC LETTER GIBA         | Gotischer Buchstabe Giba        |
| U+10333 (66355) | 𐌳               | anderer Buchstabe, Silbe oder Ideogramm | GOTHIC LETTER DAGS         | Gotischer Buchstabe Dags        |
| U+10334 (66356) | 𐌴               | anderer Buchstabe, Silbe oder Ideogramm | GOTHIC LETTER AIHVUS       | Gotischer Buchstabe Aihvus      |
| U+10335 (66357) | 𐌵               | anderer Buchstabe, Silbe oder Ideogramm | GOTHIC LETTER QAIRTHRA     | Gotischer Buchstabe Qairthra    |
| U+10336 (66358) | 𐌶               | anderer Buchstabe, Silbe oder Ideogramm | GOTHIC LETTER IUJA         | Gotischer Buchstabe Iuja        |
| U+10337 (66359) | 𐌷               | anderer Buchstabe, Silbe oder Ideogramm | GOTHIC LETTER HAGL         | Gotischer Buchstabe Hagl        |
| U+10338 (66360) | 𐌸               | anderer Buchstabe, Silbe oder Ideogramm | GOTHIC LETTER THIUTH       | Gotischer Buchstabe Thiuth      |
| U+10339 (66361) | 𐌹               | anderer Buchstabe, Silbe oder Ideogramm | GOTHIC LETTER EIS          | Gotischer Buchstabe Eis         |
| U+1033A (66362) | 𐌺               | anderer Buchstabe, Silbe oder Ideogramm | GOTHIC LETTER KUSMA        | Gotischer Buchstabe Kusma       |
| U+1033B (66363) | 𐌻               | anderer Buchstabe, Silbe oder Ideogramm | GOTHIC LETTER LAGUS        | Gotischer Buchstabe Lagus       |
| U+1033C (66364) | 𐌼               | anderer Buchstabe, Silbe oder Ideogramm | GOTHIC LETTER MANNA        | Gotischer Buchstabe Manna       |
| U+1033D (66365) | 𐌽               | anderer Buchstabe, Silbe oder Ideogramm | GOTHIC LETTER NAUTHS       | Gotischer Buchstabe Nauths      |
| U+1033E (66366) | 𐌾               | anderer Buchstabe, Silbe oder Ideogramm | GOTHIC LETTER JER          | Gotischer Buchstabe Jer         |
| U+1033F (66367) | 𐌿               | anderer Buchstabe, Silbe oder Ideogramm | GOTHIC LETTER URUS         | Gotischer Buchstabe Urus        |
| U+10340 (66368) | 𐍀               | anderer Buchstabe, Silbe oder Ideogramm | GOTHIC LETTER PAIRTHRA     | Gotischer Buchstabe Pairthra    |
| U+10341 (66369) | 𐍁               | buchstabenartige Ziffer                 | GOTHIC LETTER NINETY       | Gotischer Buchstabe Neunzig     |
| U+10342 (66370) | 𐍂               | anderer Buchstabe, Silbe oder Ideogramm | GOTHIC LETTER RAIDA        | Gotischer Buchstabe Raida       |
| U+10343 (66371) | 𐍃               | anderer Buchstabe, Silbe oder Ideogramm | GOTHIC LETTER SAUIL        | Gotischer Buchstabe Sauil       |
| U+10344 (66372) | 𐍄               | anderer Buchstabe, Silbe oder Ideogramm | GOTHIC LETTER TEIWS        | Gotischer Buchstabe Teiws       |
| U+10345 (66373) | 𐍅               | anderer Buchstabe, Silbe oder Ideogramm | GOTHIC LETTER WINJA        | Gotischer Buchstabe Winja       |
| U+10346 (66374) | 𐍆               | anderer Buchstabe, Silbe oder Ideogramm | GOTHIC LETTER FAIHU        | Gotischer Buchstabe Faihu       |
| U+10347 (66375) | 𐍇               | anderer Buchstabe, Silbe oder Ideogramm | GOTHIC LETTER IGGWS        | Gotischer Buchstabe Iggws       |
| U+10348 (66376) | 𐍈               | anderer Buchstabe, Silbe oder Ideogramm | GOTHIC LETTER HWAIR        | Gotischer Buchstabe Hwair       |
| U+10349 (66377) | 𐍉               | anderer Buchstabe, Silbe oder Ideogramm | GOTHIC LETTER OTHAL        | Gotischer Buchstabe Othal       |
| U+1034A (66378) | 𐍊               | buchstabenartige Ziffer                 | GOTHIC LETTER NINE HUNDRED | Gotischer Buchstabe Neunhundert |